# Alan Dawa Dolma
Pour les articles homonymes, voir Alan, Dolma (prénom tibétain) et Dawa (prénom tibétain).
Alan Dawa Dolma (tibétain : ཨ་ལན་ཟླ་བ་སྒྲོལ་མ་, Wylie : a lan zla ba sgrol ma, THL : alen dawa drolma ; chinois simplifié : 阿兰·达瓦卓玛 ; chinois traditionnel : 阿蘭·達瓦卓瑪 ; pinyin : Ālán Dáwǎzhuōmǎ ; née le 25 juillet 1987), connue sous le pseudonyme alan (très rarement écrit avec une majuscule ; japonais : アラン; chinois : 阿兰 (s) ou 阿蘭 (t)), est une chanteuse chinoise d'ethnie tibétaine gyalrong (zh) (tibétain : རྒྱལ་རོང་, Wylie : rgyal rong, THL : gyal rong, de langues rGyalrong) de l'ouest de la province du Sichuan, évoluant dans le milieu de la musique chinoise puis japonaise. Découverte par le label japonais Avex Trax durant une audition organisée en Chine en 2006, elle commence sa carrière au Japon l'année suivante. Produite et assistée principalement par le compositeur Kazuhito Kikuchi, elle joue également du erhu.
En 2009, son neuvième single japonais Kuon no Kawa se hisse directement numéro 3 du classement hebdomadaire Oricon, faisant d'elle la première chanteuse originaire de Chine à atteindre un tel rang.

## Biographie

### Jeunesse
Issue du xian de Danba, sur le territoire de préfecture autonome tibétaine de Garzê dans la province de Sichuan en République populaire de Chine, Alan naît à Kangding, mais grandit avec ses grands-parents près de Danba, xian souvent désigné comme la « Vallée des Beautés » (chinois : 美人谷 ; litt. « vallée des belles personnes ») . Le nom « Alan », qui est en réalité son nom de famille, est une combinaison de son invention, formée sur la translittération en chinois du nom tibétain de ses parents (Alen en tibétain). Son prénom complet « Dawa Dolma » signifie « Déesse de la lune » en tibétain. Le père d'Alan était représentant du gouvernement local et sa mère chanteuse dans une troupe de la région. D'abord orientée vers le cinéma après avoir interprété le rôle principal du drama chinois Tàiyáng nǚshén (太阳女神, « Déesse du soleil ») à l'âge de neuf ans, elle décide de se tourner plutôt vers la musique. Elle commence le erhu très tôt, et en 1997 elle doit quitter sa ville natale pour étudier dans un collège-lycée affilié au conservatoire de musique du Sichuan (à Chengdu), après avoir obtenu la première place à l'audition d'erhu des quatrièmes années.
En 2003, elle est reçue à l'Académie des arts et des lettres de l'Armée populaire de libération à Pékin et suit une double formation de vocaliste et de joueuse de erhu. Elle se produit par ailleurs en 2006, avec d'autres musiciennes, à l'occasion du gala donné au Caire pour célébrer le cinquantième anniversaire des relations sino-égyptiennes.
Parallèlement, Alan s'illustre aussi en tant que chanteuse à travers la Chine. En 2005 sort son premier album chinois, Shēngshēng zuì rú lán (《声声醉如兰》, « sonorité ivre semblable à une orchidée »), ensemble de reprises de chanteurs C-pop plus réputés. 50 000 exemplaires sont vendus. En octobre 2006, sélectionnée pour représenter la Chine continentale en duo avec Wei Chen (avec qui elle enregistre plus tard, en 2008, Jiāyóu! nǐ yǒu ME! (加油！你有ME！, « Allez ! Tu m'as »)), Alan finit à la neuvième place du Asia New Singer Competition, battue sur le fil par la chanteuse philippaine Maria Donna Taneo, à 0,005 points près.

### Carrière

#### Période Avex
En avril 2006, Alan se distingue d'entre environ 40 000 participants lors d'une tournée d'auditions organisée sur toute la Chine par Avex Trax tout au long de cette année-là. Après avoir obtenu son diplôme avec mention un mois plus tard, elle devient la première artiste originaire de Chine sous contrat avec Avex et déménage à Tokyo (Japon) en septembre 2007. En novembre de la même année sort son premier single japonais, Ashita e no Sanka.
En mai 2008, Alan décide de reverser tous les bénéfices de son double single Shiawase no Kane / (爱就是手, ài jiùshì shǒu, « l'amour c'est simplement la main ») à la Croix-Rouge chinoise, mobilisée dans sa province natale du Sichuan après le tremblement de terre de 2008. Elle consacrera plus tard encore un titre aux sinistrés de Sichuan, Gunjou no Tani.
En juin 2008, Alan chante Natsukashii Mirai (Longing Future) pour « Save the Future », un programme télévisé spécial, destiné à la prise de conscience des problèmes environnementaux globaux et lancé par la télévision nationale japonaise NHK. Après cette chanson, laquelle a pour thème la terre, ses cinq singles suivants illustrent chacun un élément traditionnel du godai japonais ou du bön tibétain.
Alan est choisie pour interpréter les bandes originales (心·战～RED CLIFF～ (xīn zhàn (RED CLIFF)) et Kuon no Kawa) du film chinois à succès en deux parties Les Trois Royaumes (d'après le roman éponyme) et donne un petit concert à l'occasion du Festival de Cannes 2008. Pour les sorties en salles de ces films au Japon, Alan enregistre une version japonaise de la première : « Red Cliff (Shin-Sen) ».
Le 3 février 2010, Alan sort un single en format double face A, Diamond / Over the Clouds. « Diamond » est utilisé en tant que deuxième générique de fin d'un des animés Inu-Yasha, tandis que "Over the Clouds" sert de thème principal au jeu de PSP God Eater.
Son single suivant est, Kaze ni Mukau Hana (japonais : 風に向かう花, en chinois, 迎风的花), sorti le 7 juillet 2010. Il était alors annoncé comme se déclinant en pas moins de 15 formats différents, dont certains devaient comporter des tickets pour sa tournée.
Elle continue à produire des disques au moins jusqu'à 2015.

### Technique vocale
Bouddhiste tibétaine, Alan s'évertue à chanter pour "l'amour et la paix". Une de ses capacités vocales particulières réside dans sa technique de « vagissement tibétain » (« Tibetan wail »), qui lui permet de monter jusqu'à des notes très hautes, et ce sur un laps de temps long.

## Discographie

### Discographie japonaise

#### Albums
| Sortie | Titre                     | Record journalier | Record hebdomadaire | Ventes totales |
| ------ | ------------------------- | ----------------- | ------------------- | -------------- |
| 2009   | Voice of Earth            | 10                | 15                  | 25 025         |
| 2009   | My Life                   | 8                 | 16                  | 21 065         |
| 2011   | Japan Premium Best & More | 11                | 15                  | 9 957          |

#### Singles
| Sortie | Titre                                            | Record journalier | Record hebdomadaire | Ventes totales | Album                     |
| ------ | ------------------------------------------------ | ----------------- | ------------------- | -------------- | ------------------------- |
| 2007   | "Ashita e no Sanka"                              | —                 | 69                  | 4 729          | Voice of Earth            |
| 2008   | "Hitotsu"                                        | —                 | 100                 | 1 486          | Voice of Earth            |
| 2008   | "Natsukashii Mirai (Longing Future)"             | 13                | 19                  | 10 267         | Voice of Earth            |
| 2008   | "Sora Uta"                                       | 19                | 34                  | 4 537          | Voice of Earth            |
| 2008   | "Kaze no Tegami"                                 | 25                | 34                  | 3 914          | Voice of Earth            |
| 2008   | "Red Cliff (Shin-Sen)"                           | 15                | 23                  | 15 642         | Voice of Earth            |
| 2008   | "Megumi no Ame"                                  | 22                | 30                  | 5 422          | Voice of Earth            |
| 2009   | "Gunjô no Tani"                                  | 20                | 30                  | 4 580          | Voice of Earth            |
| 2009   | "Kuon no Kawa"                                   | 1                 | 3                   | 37 740         | My Life                   |
| 2009   | "Ballad Namonaki Koi no Uta"                     | 7                 | 11                  | 13 925         | My Life                   |
| 2009   | "Swear"                                          | 24                | 35                  | 3 854          | My Life                   |
| 2010   | "Diamond / Over the clouds"                      | 11                | 20                  | 8 976          | Japan Premium Best & More |
| 2010   | "Kaze ni Mukau Hana"                             | 9                 | 17                  | 6 313          | Japan Premium Best & More |
| 2010   | "Kanashimi wa Yuki ni Nemuru"                    | 15                | 20                  | 5 624          | Japan Premium Best & More |
| 2011   | "Ai wa Chikara"                                  | —                 | 95                  | 567            |                           |
| 2011   | "Minna dene - PANDA with Candy BEAR's - / Ikiru" | 21                | 25                  | 5 306          |                           |
| 2013   | "DREAM EXPRESS ~Mugen Kukan Cho Tokkyu~"         | —                 | 196                 | 339            |                           |
| 2015   | "Michishirube"                                   |                   |                     |                |                           |

#### Autres chansons
| Sortie | Titre                      |
| ------ | -------------------------- |
| 2008   | Shiawase no Kane           |
| 2009   | Liberty                    |
| 2010   | Happy Birthday to You/alan |
| 2015   | The Lost Eden              |

#### DVD
| Sortie | Titre                                                   | Record journalier | Record hebdomadaire | Ventes totales |
| ------ | ------------------------------------------------------- | ----------------- | ------------------- | -------------- |
| 2010   | Alan 1st Concert Tour: Voice of You In Tokyo 2010.01.24 | 8                 | 10                  | 2 675          |
| 2011   | Alan Japan Premium Best & More Live 2011                |                   |                     |                |
| 2015   | alan symphony 2014 LIVE DVD                             |                   |                     |                |

#### En duo
| Sortie | Album et Chanson |
| ------ | --- |
| 2007   | Tokyo Pudding presents "Tokyo Soundscapes" 3. Jane Doe (voix : Itsco, Olivia Burrell, alan, YO!su-K & Makking)                               |
| 2007   | Rin Genji Nostalgie (源氏ノスタルジー) 3. Sennen no Niji (千年の虹; Arc-en-ciel d'un millénaire)                                             |
| 2009   | Disney's Dream Pop (hommage au 25 ans de Disney Land Tokyo) 5. Yume wa Hisoka ni (夢はひそかに; Un rêve est un vœu qu'on fait avec son cœur) |

### Discographie chinoise

#### Albums
| Sortie | Titre                                           |
| ------ | ----------------------------------------------- |
| 2005   | Sheng Sheng Zui Ru Lan                          |
| 2008   | Xin Zhan: Red Cliff                             |
| 2009   | Xin De Dong Fang                                |
| 2010   | Lan Se: Love Moon Light (蘭色~Love Moon Light~) |
| 2012   | Love Song                                       |
| 2014   | Mo Lan (驀蘭)                                   |
| 2017   | Shi Nian (十念)                                 |

#### Singles
| Sortie | Titre                                                           | Album                            |
| ------ | --------------------------------------------------------------- | -------------------------------- |
| 2008   | Shiawase no Kane / Ai jiushi shou (爱就是手)1/2                 | Xin de dongfang (Orient du cœur) |
| 2008   | Jiayou! Ni you ME! (加油！你有ME!)(avec Wei Chen)1              | Xin de dongfang (Orient du cœur) |
| 2009   | Kuon no Kawa / Chi bi: Da jiang dong qu (《赤壁～大江东去～》)1 | Xin de dongfang (Orient du cœur) |
| 2011   | Huhuan (呼唤, appeler)1                                         |                                  |
| 2011   | Yinghua de yanlei (樱花的眼泪, larme de fleur de cerisier)1     |                                  |
| 2011   | Wo Huilaile (我回来了, je suis revenu)1                         | Love Song                        |
| 2014   | wei ai cheng mo 为爱成魔1                                       |                                  |
| 2014   | 遥远的重逢1                                                     |                                  |
| 2014   | 真爱无双1                                                       |                                  |
| 2015   | The Lost Eden1                                                  |                                  |
| 2015   | 一梦千寻1                                                       |                                  |
| 2016   | 霸道天下1                                                       |                                  |
| 2016   | 心花1                                                           | 十念                             |
| 2016   | 唱给天空听1                                                     |                                  |
| 2016   | 一朵雲1                                                         |                                  |
| 2016   | 上师祈祷文1                                                     |                                  |
| 2017   | 兰之乐光1                                                       |                                  |
| 2017   | 幻梦1                                                           | 十念                             |
| 2017   | 不负人间1                                                       |                                  |
| 2017   | 龙女1                                                           | 十念                             |
| 2017   | 热血三国1                                                       |                                  |
| 2017   | 做个磨人的小妖精1                                               |                                  |
| 2017   | 美人谷1                                                         | 十念                             |
| 2017   | Time Goes By1                                                   | 十念                             |
| 2017   | 乐此不疲1                                                       | 十念                             |
| 2017   | 赌注1                                                           | 十念                             |
| 2017   | 有你真好1                                                       |                                  |
| 2018   | 吉祥三聚1                                                       |                                  |
| 2018   | 转念1                                                           |                                  |
| 2018   | 离兮1                                                           |                                  |
| 2018   | 拈花笑1                                                         |                                  |
| 2018   | 好热好热1                                                       |                                  |
| 2018   | 桃花缘1                                                         |                                  |
| 2018   | 叹相思1                                                         | 盛唐幻夜 影视原声带              |
| 2019   | 天涯寄北1                                                       |                                  |
| 2019   | 最完美的分手1                                                   | 你是我的大明星                   |
| 2019   | 白衣的天使1/2                                                   |                                  |
| 2019   | 朝暮1                                                           |                                  |
| 2019   | 远飞的大雁1                                                     |                                  |
| 2019   | 等爱1                                                           |                                  |
| 2019   | 冰之翼1                                                         |                                  |
| 2019   | 熊猫侠1/2                                                       |                                  |
| 2019   | 夢中的圖瓦盧1                                                   |                                  |
| 2019   | 追求1                                                           | 電視劇《劍王朝》原聲帶           |

1 Single digital

2 Single de charité